# جنگ عثمانی و لهستان (۱۶۲۰–۱۶۲۱)
جنگ عثمانی و لهستان (۱۶۲۰–۱۶۲۱) یا اولین جنگ عثمانی و لهستان یا نبرد خوتین، جنگی میان مشترک‌المنافع لهستان-لیتوانی و امپراتوری عثمانی بر سر کنترل مولدووا بود. پایان این جنگ با عقب نشینی لهستانی‌ها از ادعایشان در مورد مولدووا همراه بود.
سرحدات و مرزهای دو کشور تا جنگ ۱۶۳۳-۱۶۳۴ میلادی به همین شکل باقی‌ماند.